# Haut commandement des Marches
Le Haut commandement des Marches est une autorité de commandement de l'armée prussienne entre 1848 et 1920.

## Histoire
Au cours de la révolution de 1848/49, il y a des bouleversements politiques en Prusse. En septembre 1848, Ernst von Pfuel est nommé ministre-président de Prusse et ministre de la Guerre. Comme il a déjà montré lors de la révolution de mars à Berlin qu'il défend davantage l'équilibre et la politique constitutionnelle, de nombreux fonctionnaires et représentants du gouvernement le considèrent comme peu fiable. D'une certaine manière, le Haut commandement des Marches (c'est-à-dire dans le territoire de l'ancienne Marche de Brandebourg) constitue une sorte de réassurance du roi Frédéric-Guillaume IV. En cas de troubles, toutes les troupes entre l'Elbe et l'Oder, qui sont autrement tactiquement subordonnées au 3e corps d'armée et au corps de la Garde, doivent être placées sous les ordres de cette nouvelle autorité. En période de troubles, le commandant en chef des Marches doit également être autorisé à donner des instructions directes à ces commandements généraux. Le 13 septembre 1848, le général de cavalerie Frédéric von Wrangel, considéré comme absolument loyal, est nommé premier commandant en chef. On s'assure ainsi que les militaires soutiendraient le monarque en cas de nouveaux troubles dans la capitale. Un décret du cabinet du 28 juillet 1849 permet de budgétiser le service de manière permanente.
Son siège est à Berlin et le commandement suprême ne comprend initialement que le commandant en chef lui-même et un officier d'état-major. En paix, aucune troupe ne lui est subordonnée, de sorte qu'elle ne joue un rôle qu'en cas de troubles intérieurs ou de mobilisation. Les pouvoirs à utiliser dans ce cas sont régis par la loi sur l'état de siège de 1851 ainsi que par l'instruction du ministère de la Guerre intitulée "Sur l'usage des armes par les militaires et sur la participation de ceux-ci à la répression des troubles intérieurs". Souvent, l'un des commandants de corps d'armée est en outre nommé commandant en chef des Marches et gouverneur de Berlin.
L'établissement du haut commandement des Marches est conservé après la révolution et est une particularité. Dans l'Empire allemand, la position du général commandant est la plus influente en temps de paix, qui comprend même un droit immédiat avec le monarque. Ce n'est que dans la région de Berlin que le commandant de corps respectif est le haut commandant des Marches. Pendant la Première Guerre mondiale, le commandant en chef des Marches exerce les fonctions de commandant militaire pour Berlin et la province de Brandebourg, avec comme subordonnés les commandements généraux adjoints du 3e corps d'armée et du corps de garde . Pendant la Première Guerre mondiale, le haut commandant des Marches est également le seul commandant militaire avec lequel l'empereur a des relations officielles. Le colonel-général Gustav von Kessel, en tant que commandant en chef des Marches, déclare le 31 juillet 1914 l'état de guerre pour sa zone de commandement et assume le pouvoir exécutif. Au cours de la mobilisation, le service est élargie en termes de personnel et joue un rôle important dans la répression des troubles tels que la grève de janvier. Lors du putsch de Kapp, le commandant en chef des Marches, le général der Infanterie Walther von Lüttwitz, est l'un des principaux putschistes et déploie ses troupes contre le gouvernement. Après l'échec de l'action, l'autorité de commandement est donc dissous le 20 mars 1920.